# Saint-Boniface
Saint-Boniface är en kommun och tätort (centre de population) i provinsen Québec i Kanada. Den ligger i regionen Mauricie, i den sydöstra delen av landet, 250 km nordost om huvudstaden Ottawa.